# Pleasant Township (Brown County, Ohio)
Pleasant Township ist eines von 16 Townships des Brown Countys im US-Bundesstaat Ohio. Nach der Volkszählung im Jahr 2000 waren hier 5187 Einwohner registriert.

## Geografie
Pleasant Township liegt im Süden des Brown Countys im Südwesten von Ohio, grenzt im Süden an den Ohio River, der die natürliche Grenze zu Kentucky darstellt und grenzt im Uhrzeigersinn an die Townships: Scott Township, Franklin Township, Jefferson Township, Union Township, Lewis Township und Clark Township.

## Verwaltung
Das Township wird durch ein Board of Trustees, bestehend aus drei gewählten Mitgliedern, verwaltet. Zwei Personen werden jeweils im Jahr nach der Präsidentschaftswahl gewählt und eine jeweils im Jahr davor. Die Amtszeit dauert in der Regel vier Jahre und beginnt jeweils am 1. Januar. Daneben gibt es noch einen Township Clerk (Schriftführer), der ebenfalls im Jahr vor der Präsidentschaftswahl auf eine vierjährige Amtszeit gewählt wird. Dessen Amtszeit beginnt jeweils am 1. April.